# يوجي هوشي
يوجي هوشي (باليابانية: 星 雄次) (27 يوليو 1992 في كاناغاوا في اليابان – )؛ هو لاعب كرة قدم ياباني سابق كان يلعب كمدافع.

## وصلات خارجية
- يوجي هوشي على موقع رابطة كرة القدم اليابانية للمحترفين (اليابانية)
- يوجي هوشي على موقع قاعدة بيانات كرة القدم.إي يو (الإنجليزية)
- يوجي هوشي على موقع Soccerway.com (الإنجليزية)
- يوجي هوشي على موقع عالم كرة القدم.نت (الإنجليزية)